# Clement Greenberg
Clement Greenberg (Bronx, 16 de janeiro de 1909 – Nova Iorque, 7 de maio de 1994) foi um influente crítico de arte dos Estados Unidos, ligado ao Modernismo.
Clement Greenberg nasceu no bairro do Bronx, Nova York, em 1909. Seus pais eram imigrantes judeus de classe média e ele era o mais velho de seus três filhos. Desde a infância, Greenberg esboçou compulsivamente, até se tornar um jovem adulto, quando começou a se concentrar na literatura. Greenberg cursou a Escola de Segundo Grau Erasmus Hall, a Escola Marquand para Meninos, depois a Syracuse University, graduando-se com um A.B. em 1930, cum laude, Phi Beta Kappa.
Em 1939 publicou seu primeiro ensaio, Avant-Garde and Kitsch, que atraiu muita atenção ao declarar que o Modernismo era uma forma de combater o rebaixamento cultural causado pela propaganda capitalista. O ensaio também foi uma resposta à destruição da chamada arte degenerada pelos nazistas.
Depois da II Guerra Mundial voltou a causar polêmica dizendo que o melhor das vanguardas modernas estava sendo produzido nos Estados Unidos e não na Europa, e foi um dos primeiros a aclamar Jackson Pollock, chamando-o de o melhor pintor de sua geração. Em 1955, com o ensaio American-Type Painting, defendeu o expressionismo abstrato. Greenberg participou na elaboração do conceito de especificidade de meio, o que levou ao desenvolvimento de uma escola de pintura "plana", sem o ilusionismo da tridimensionalidade. Para ele o abstracionismo era a mais avançada forma de arte, e viajou para outros países para divulgar suas idéias, permanecendo uma personalidade importante na crítica de arte até os anos 60, sendo uma referência para toda uma nova geração de críticos. Mas sua oposição ao Pós-Modernismo fez com que perdesse terreno.